# The Corporate Ministry
The Corporate Ministry fue un stable heel de lucha libre profesional en la World Wrestling Federation durante la Attitude Era. Fue el resultado de la fusión de The Ministry of Darkness y The Corporation.

## Historia

### Trasfondo
A finales de los años 1990, The Undertaker y su The Ministry of Darkness habían estado en pugna con el dueño de la empresa Vince McMahon, tratando de hacerse con el control de la Federation. Preocupado por su hija Stephanie, atacada por Undertaker, su hijo Shane comenzó poco a poco a hacerse cargo de la dirección de The Corporation. Entonces, el 12 de abril Shane expulsó a Vince, Pat Patterson y Gerald Brisco de The Corporation con el pretexto de que no había lugar para viejos en la Corporación y Vince había perdido sus prioridades.
Desde WrestleMania XIV, Vince McMahon había tenido un feudo con Stone Cold Steve Austin durante todo un año. Entonces The Corporation intervino, pero The Rock perdió su campeonato en WrestleMania. Obtuvo la revancha en Backlash, pero igualmente perdió, a pesar de que Shane era el árbitro especial. Después de que Shane accidentalmente lo golpease con el cinturón, The Rock lo culpó de la derrota y combatió contra él en Raw. The Rock fue despedido de The Corporation, no sin realizar un "Rock Bottom" a Shane.
En Backlash The Ministry secuestró a Stephanie. Undertaker intentó casarse con ella pero fue detenido por Steve Austin; The Corporation había intentado rescatarla, pero Shane se lo impidió.

### Formación
El 29 de abril en Smackdown Undertaker fusionó su Ministry con la Corporation de Shane. Se unieron para luchar contra sus enemigos comunes: Stone Cold Steve Austin, Vince McMahon y The Rock. Los miembros de ambas facciones olvidaron sus diferencias y trabajaron con gran estabilidad en el masivo stable.
En el siguiente episodio de Raw, una nueva facción se opuso al The Corporate Ministry. Compuesta por los antiguos miembros de The Corporation Mankind, Ken Shamrock, Big Show y Test, formaron el stable The Union. Estos luchadores creían haber sido traicionados por Shane y pronto se les unió Vince McMahon.

### The Corporate Ministry
Como el primer acto de The Corporate Ministry, Shane ordenó un combate por el WWF Championship en Over the Edge, poniendo a Undertaker contra Steve Austin con Shane como el árbitro de Undertaker y Vince como el de Austin. Undertaker ganó el campeonato gracias a Shane. La misma noche The Rock derrotó a Triple H y The Union derrotó a The Acolytes, Viscera y Big Boss Man en un elimination match. Una semana más tarde The Acolytes derrotaron a X-Pac y Kane para ganar el WWF Tag Team Championship.
Mientras tanto, se reveló que Undertaker y su Corporate Ministry servían a un "poder superior". Una misteriosa figura encapuchada tenía más poder que Undertaker y le daba órdenes detrás de las escenas. Eventualmente, Undertaker decidió revelárselo a Steve Austin. El 7 de junio, el poder superior resultó ser Vince McMahon. Toda los sucesos fueron revelados como parte de un plan para destruir a Steve Austin. Tras la revelación, Linda y Stephanie McMahon dieron el 50% de la compañía a Austin. Vince y Shane, mientras tanto, tenían un 25% cada uno. The Undertaker opinó que The Corporate Ministry se hallaba en su punto más bajo.
Con Austin ahora enfeudado con los McMahons, Undertaker se enfrentó a The Rock. Tras derrotar a Undertaker y Triple H en un handicap match, Undertaker luchó contra The Rock por el título en King of the Ring, combate que ganó gracias a Triple H. La misma noche Vince y Shane derrotaron a Austin en un ladder match para ganar su 50% de la compañía y volver a dominar la WWF.
La siguiente semana, The Acolytes perdieron su título contra Hardy Boyz y The Undertaker el suyo contra Steve Austin. Todos ellos tuvieron revanchas en Fully Loaded, donde Austin retuvo el título en un first blood match gracias a X-Pac. De acuerdo con la victoria, Vince no volvería a aparecer por TV en la WWF; si Austin perdía, no podría luchar por el título nunca más.
Mientras tanto, The Acolytes derrotaron a Hardy Boyz y su mánager Michael Hayes para recuperar el Tag Team Championship y Triple H derrotó a The Rock para competir por el WWF Title. Dos semanas, Acolytes vovlieron a perder el Tag Team Championship contra X-Pac y Kane.

### Disolución
Hacia el fin de julio, las relaciones de Undertaker con los McMahons se cortaron al separarse The Corporate Ministry, por lo que formó equipo con Big Show en The Unholy Alliance. Mideon y Viscera les actuaron de ejecutores, pero no se volvió a hacer mención de The Corporate Ministry. Mientras tanto, Undertaker y Show ganaron los títulos de Kane y X-Pac en SummerSlam. Una semana más tarde, los perdieron contra Rock 'n' Sock Connection (Mankind & The Rock), aunque los reconquistaron gracias a Triple H. Poco después, Undertaker se lesionó y quedó inactivo.
Para explicar su ausencia, McMahon dijo que Undertaker había sido indefinidamente suspendido por negarse a competir por los títulos. La lucha se convirtió en un Dark Side Rules match, donde cualquiera de los aliados de Undertaker podía ayudarle. Mideon y Viscera formaron equipo con Big Show contra The Rock 'n' Sock Connection, pero perdieron los títulos por culpa de Kane. Una semana después del combate Undertaker debería enfrentarse a Triple H en un gauntlet match, pero Viscera y Mideon le sustituyeron, sin éxito. Undertaker fue incluido en un six-pack challenge por el WWF Championship en  Unforgiven, pero por sus lesiones fue sustituido por The British Bulldog. Cuando Undertaker volviera en Judgment Day 2000 bajo un gimmick de motero, el Ministry era un lejano recuerdo completamente olvidado.

## Miembros
- No luchadores
  - Shane McMahon
  - Vince McMahon - No oficial
  - Paul Bearer

- Luchadores
  - The Undertaker
  - The Acolytes (Bradshaw & Faarooq)
  - Big Boss Man
  - Triple H
  - Chyna
  - Mean Street Posse (Joey Abs, Pete Gas & Rodney)
  - Mideon
  - Viscera

## En lucha
- Movimientos finales
  - Aided powerbomb[22] — The Acolytes
  - Simultáneos diving moonsaults de Rodney y Abs
  - Big splash de Viscera a un oponente sostenido por Mideon

- Movimientos de firma
  - Múltiples stomps de todos los miembros del grupo a un mismo oponente
  - Irish whip de Mideon a Viscera lanzándolo contra un oponente en la esquina del ring en un running corner body avalanche
  - Flying clothesline de Mideon a un oponente sostenido en una full Nelson de Viscera[23]
  - Combinación de belly to back suplex y neckbreaker slam[22] — The Acolytes
  - Double shoulder block de Acolytes después de un double irish whip contra las cuerdas
  - Double spinebuster[22] — The Acolytes
  - Double spear — Mean Street Posse

## Campeonatos y logros
- WWF Championship (1 vez) — The Undertaker[6]
- WWF Tag Team Championship (2 veces) — The Acolytes (2)[8][15]
- WWF European Championship (2 veces) — Shane McMahon, Mideon[24]
- WWF Hardcore Championship (1 vez) — Big Boss Man[25]